# Trypanosyllis bidentata
Trypanosyllis bidentata är en ringmaskart som beskrevs av Hartman 1967. Trypanosyllis bidentata ingår i släktet Trypanosyllis, och familjen Syllidae. Inga underarter finns listade i Catalogue of Life.